# Samoanski građanski rat
Prvi samoanski građanski rat je bio konflikt koji je sukobio suparnička samoanska plemena. Trajao je od 1886. do 1894. godine.
U turbulentnim desetljećima kasnog 19. stoljeća došlo je do nekoliko sukoba između suparničkih samoanskih frakcija na Samoanskom otočju u južnom Pacifiku. Politička borba trajala je otprilike između 1886. i 1894., prvenstveno između Samoanaca koji su se borili hoće li Malietoa Laupepa, Mata'afa Iosefo ili član dinastije Tupua Tamasese biti kralj Samoe. Iako je uglavnom bila politička borba, bilo je i oružanih okršaja između frakcija. Vojska Njemačkog carstva intervenirala je u nekoliko navrata. Uslijedio je pomorski sukob između Sjedinjenih Država, Njemačke i Ujedinjenog Kraljevstva.
Malietoa Laupepa postao je kralj 1881. Međutim, odnosi između njega i Njemačkog carstva propali su 1885. – 1886., a Nijemci su mu 1887. godine organizirali progonstvo sa Samoanskih otoka. U Laupepinoj odsutnosti, Nijemci su podržali Tamaseseovo pretenzije na vodstvo dok je Mata'afa formirao suparničku vladu koju su slabo podržavale Sjedinjene Države. Nakon što je 1889. ciklon Apia uništio šest njemačkih i američkih brodova stacioniranih na Samoi, tri zapadne zemlje odlučile su da kontraproduktivne borbe trebaju prestati i da će Laupepa biti vraćen na kraljevstvo. Borba je nastavljena – Laupepa je zadržao svoju poziciju protiv izazivača Mata'afe i novog nasljednika Tamasesea. Mata'afa je prognan i Tamaseseova pobuna je ugušena, čime je uspostavljen mir, iako privremeno.

## Pozadina
Struktura samoanskog vodstva u kasnom 19. stoljeću bila je takva da je uloga Tafa'ife, ili kralja Samoe, osporavana. Općenito, od Tafa'ife se očekivalo da kontrolira četiri ili pet najvažnijih vrhovnih poglavarstva. Međutim, ta je uloga bila slabija od europskih monarhija toga doba: oni koji su dodijelili poglavarstva mogli su ga opozvati u bilo kojem trenutku. To bi bio izvor napetosti i nesporazuma između zapadnih sila zainteresiranih za Samou i samoanskog vodstva, budući da su zapadnjaci pretpostavljali da kralj ima veću moć nego što je on zapravo imao.
Godine 1880. umro je kralj Malietoa Talavou Tonumaipeʻa. Njegov nasljednik bio je njegov nećak Malietoa Laupepa ; čini se da su se neki sukobi dogodili od 1880. – 1881. dok je Laupepa pokušavao osigurati svoju vlast. U ožujku 1881. Laupepa je priznat kao Tafa'ifa od strane zapadnih sila koje su komercijalno najviše ulagale u Samou: Njemačkog Carstva, Sjedinjenih Država i Britanskog Carstva. No Laupepina je kontrola još uvijek bila nepotpuna: imao je samo dvije najvažnije titule poglavice, ne sve četiri. Tupua Tamasese Titimaea bio je prepoznat kao Tui- Aʻana, a Mata'afa Iosefo bio je Tui- Atua. Neprijateljstva su mogla započeti 1881., ali je američki ratni brod, USS Lackawanna, ili nametnuo ili pregovarao o mirovnom sporazumu, uz odobrenje zapadnih konzula. Pod njim je Laupepa ostao kralj, a Tamasese potkralj. Taj je mir trajao četiri godine.
Kapetan Zembsch, carski njemački konzul koji je stekao dobru reputaciju kod Samoanaca kao netko tko je spreman zagovarati ih čak i protiv svojih sunarodnjaka koji upravljaju plantažama, opozvan je 1883. Njegova zamjena, Stuebel, bio je izravnije lojalan njemačkoj firmi. Stuebel je pojačao pritisak na Laupepu, žaleći se na rutinsku krađu hrane s plantaža i zahtijevajući pravo na zatvaranje Samoanaca uhvaćenih u krađi u njemačkim privatnim zatvorima. Laupepa je na kraju pristao na Stuebelove zahtjeve, ali je tiho kontaktirao Britance tražeći pomoć da osujeti nove njemačke zahtjeve. Nijemci su to brzo shvatili i ljutili se na Laupepu; Glasine o njemačkoj aneksiji letjele su Samoom 1885. Nijemci su pokušali uvjeriti potkralja Tamasesea da djeluje protiv Laupepe i opskrbili su ga oružjem; Tamasese je proglasio svoje kraljevanje u Leulumoegi u Aʻani u siječnju 1885., ali nije odmah djelovao protiv Laupepe. Krajem 1885. Nijemci su istjerali Laupepu iz njegove kuće, podigli njemačku zastavu u Mulinu'u i tamo izgradili utvrdu. Amerikanci su slabo podržavali Laupepu, ali su savjetovali strpljenje i uglavnom čekali odgovore svojih dalekih matičnih vlada. Britanci su uglavnom bili pasivni i slabo su favorizirali njemačku poziciju u onoj mjeri u kojoj su uopće smatrali. U siječnju 1887. u borbu je ušao novi wild card: premijer Kraljevine Havaji, pustolov Walter M. Gibson, poslao je "bojni brod domaće izrade" Kaimiloa na turneju prijateljstva po južnom Pacifiku tražeći savezništvo protiv kolonijalnih sila. Havajsko veleposlanstvo je toplo dočekano i potpisan je ugovor o konfederaciji s Tamaseseom, na veliko nezadovoljstvo Njemačke. Međutim, nakon njemačkih prijetnji, Havajci su otplovili. Gibson će biti svrgnut i zatvoren tijekom havajske pobune 1887., uklanjajući Havajce kao brigu. Nijemci su doveli inženjera i artiljerista Eugen Brandeis da ojačaju svoje utvrde u Mulinu'u i uvježbaju trupe početkom 1887. Do kolovoza 1887. Samoa je praktički bila u posjedu Njemačke. I Tamasese i Laupepa bili su uglavnom nemoćni da to zaustave.

## Sukob

### Prva faza: 1887.–1889.
Dana 19. kolovoza 1887. četiri njemačka broda stigla su u luku Apia, želeći proširiti novo njemačko carstvo. Njemačka je zatim 23. kolovoza izdala ultimatum gotovo nemoćnom Laupepi, optužujući ga za odgovornost za beznačajne incidente kao što je stalna povremena krađa hrane s plantaža (nešto što je gotovo nemoguće spriječiti, niti je velika briga) i navodnu uvredu njemačkog cara u baru jednog Samoanca. Laupepa je pokušao odgoditi, ali je ubrzo pobjegao zajedno sa svojim savjetnicima; 700 njemačkih vojnika iskrcalo se i zauzelo vladine zgrade. Tamasesea su Nijemci proglasili kraljem. Nijemci su prijetili da će zemlji nanijeti "velike patnje" ako se Laupepa ne preda. Protiv želja svojih sljedbenika, on je to učinio, nadajući se da će spriječiti rat. Laupepa je bio prisiljen otići u egzil u Njemačku. Tamasese je preuzeo titulu Malietoa i postao marionetski kralj u Mulinu'uu, a Brandeis je imenovan premijerom.
Situacija se pogoršala 1888. Nered u Apiji u kolovozu su ugušile Tamseseove i Brandeisove trupe. Otok Manono bombardirala je njemačka topovnjača Adler, što je razljutilo i Samoance i Amerikance koji su tamo imali imovinu. Njemačke utvrde proširene su od Apije do Matautua. Dana 9. rujna Mata'afa Iosefo okrunio se za kralja, jedinog preostalog izvora energije koji Nijemci nisu kontrolirali. Njegove su snage krenule na Tamaseseove i odbacile ih natrag, zatvorivši ih na poluotok Mulinu'u na položaj blizu Lauliija. Nijemci su Mata'afi poslali prijeteće pismo koje je on odmah proslijedio Amerikancima i Britancima. To je pokrenulo samoansku krizu, pomorski sukob između njemačkih, američkih i britanskih brodova. Nakon godina nedjelovanja, Amerikanci su se činili spremni izravno podržati Samoance i obavijestili su Nijemce da će, ako pomognu Tamaseseu bombardiranjem Mata'afinih trupa, otvoriti vatru na njemačke brodove. Nijemci su ustuknuli, neutralizirajući prednost mornarica.
U želji da izbjegnu pat-poziciju, Nijemci su krenuli s planom iskrcavanja na plantažu na Vaileleu 18. prosinca. Nadali su se potpori Tamaseseovih snaga, ali nije došla. Trupe su se bez obzira na to pokušale iskrcati, a Mata'afini ratnici, naoružani britanskim oružjem, porazili su brojčano nadjačane Nijemce. Možda su ih mogli potpuno zbrisati, ali možda su se bojali posljedica ako su previše uvrijedili Njemačku, povukli su se i dopustili Nijemcima da se također povuku natrag na svoj brod. Poginulo je 16 ljudi, a 40 ih je ranjeno. Godine 1889. njemačko bogatstvo nastavilo je opadati; zapovjednik Brandeis napustio je otok, Tamasese izgubio podršku; a Nijemci su nerazborito uhitili engleskog građanina nakon proglašenja vojnog stanja. Kancelar Bismarck je, saznavši za to, odgovorio izričitim naredbama da se ne izaziva međunarodni incident s njemačkim trgovačkim partnerom u Britanskom Carstvu zbog onoga što je smatrao nevažnom sporednom stvari u njemačkim poslovima. Amerikanci, čuvši za nemire i želeći podržati vlastite komercijalne interese, poslali su nove brodove u luku Apia.

### Interludij
Borba je zaustavljena ciklonom Apia 1889. godine. Mnogi njemački i američki brodovi su oštećeni, a drugi potpuno potopljeni; Izgubljeno je 145 ljudi na ratnim brodovima, a umrlo je 5 trgovačkih mornara. Tri zapadne sile sastale su se i konačno dogovorile dogovor 14. lipnja 1889., "Završni akt Berlinske konferencije o samoanskim poslovima" ili skraćeno "Berlinski opći akt". Dogovoreno je da se Malietoa Laupepa vrati iz progonstva i ponovno uspostavi kao kralj Samoe, a neovisnost Samoe bit će zajamčena. Također je osnovao Vrhovni sud koji je mogao presuđivati u sporovima između zapadnih sila i Samoanaca, a također regulirati prodaju zemlje zapadnjacima. Vlada predviđena ovim zakonom trajala bi deset godina. Laupepa se vratio u Apiu 11. kolovoza 1889., a stvari su isprva bile tihe, a sve su strane pristale na primirje od kolovoza 1889.
Tamasese Titimaea umro je u travnju 1891. 31. svibnja 1891. Mata'afa je iz Apie otišao u Maile. Dok se ubrzo vratio u Apiu, zalagao se za svoje pravo da se kandidira na izborima za vodstvo kako je predviđeno odredbama Berlinskog općeg akta, možda vjerujući da će se njegova popularnost zahvaljujući pobjedama u borbi protiv njemačkog utjecaja održati. Međutim, zapadni konzuli bili su jednoglasni u stajanju uz Laupepu. Početkom 1892. vlada je navodno napala sela poznata po podršci Mata'afi, tjerajući njihove stanovnike u egzil u Maile, oštećujući njihove zgrade i ubijajući njihovu stoku. Dijelovi Samoe koji podržavaju Mata'afu prestali su plaćati poreze, uzrokujući fiskalne probleme za vladu. Očekivalo se da će glavni sudac Vrhovnog suda koji je osnovan Berlinskim općim aktom riješiti sporove, ali on to očito nije mogao, te je 1893. napustio Samou i otišao u Europu.

### Druga faza: 1893.–1894.
Dana 26. travnja 1893., Mata'afa je iz svog uporišta Mailea zatražio da bude kralj Samoe. Dana 8. srpnja, vladine snage od oko 1000 ratnika napale su manju skupinu pristaša Mata'afe kod Vailelea i porazile ih. Poraz je bio dovoljno težak da su Mata'afa, njegove poglavice koje su ga podržavale i mali ostatak njegovih snaga pobjegli iz Mailea na otok Manono. Razmišljao je o preseljenju u Savaiʻi, ali su ga upozorili da će napasti ako to učini, pa je ostao na Manonu. U strahu od krvoprolića ako Laupepine snage napadnu otoke, Britanci i Nijemci su intervenirali; britanski brod i njemački brod uputili su se u Manono i prihvatili časnu predaju od Mata'afe bez borbe. Mata'afa i nekoliko njegovih pristaša bili su prognani, da bi na kraju došli na atol Jaluit, koji je tada bio pod kontrolom Njemačkog Carstva.
Novi izazivač Laupepi pojavio se u ožujku 1894., s Tamaseseom Lealofijem koji se pobunio iz Aʻane, tradicionalnog sjedišta moći Tamasesea. Laupepina vlada lako je porazila Tamasesea i sklopljen je mirovni sporazum. Međutim, činilo se da su se nemiri nastavili, a britanski i njemački ratni brodovi bombardirali su neka sela za koja se tvrdilo da su u kolovozu u pobuni.

## Uključeni brodovi
Američki ratni brodovi tijekom samoanske krize uključivali su USS Vandalia, Trenton (kapetan Lewis Kimberly ) i Nipsic. Britansko Carstvo poslalo je brod da zaštiti svoje interese, HMS Calliope. Nijemci su imali Olgu, Adlera i Ebera.

## Nasljeđe
Dana 22. kolovoza 1898. umro je Malietoa Laupepa. Mata'afa se vratio iz progonstva u rujnu kako bi se natjecao za prijestolje. Međutim, Vrhovni sud odlučio je u prosincu 1898. da nasljedstvo treba pripasti Laupepinom sinu Malietoa Tanumafiliju I., a ne Mata'afi. Neprijateljstva su ubrzo nastavljena u Drugom samoanskom građanskom ratu, kada je Mata'afa koja se vratila brzo i lako porazila Tanumafilija u opsadi Apije. Zapadne su sile na kraju intervenirale. Rezultat je bila podjela otočnog lanca na Trojnoj konvenciji iz 1899. na zapadnu Njemačku Samou i istočnu Američku Samou. Ured kralja Samoe je ukinut, a autonomija Samoe službeno okončana.
Slavni pisac Robert Louis Stevenson proživio je posljednje godine života na Samoi, od 1889. – 1894. godine. Nastavit će izravno dokumentirati borbu u knjizi Fusnota povijesti: Osam godina nevolja u Samoi. Knjiga uključuje njegova vlastita iskustva i povijest turbulentnog desetljeća temeljenu na izravnim intervjuima s Laupepom i drugima, te se smatra jednim od ključnih primarnih izvora koji bilježe događaje.